# Daniel Sleator
Daniel Dominic Kaplan Sleator (* 10. Dezember 1953 in St. Louis) ist ein US-amerikanischer Informatiker. Er ist Professor an der Carnegie-Mellon University.
Sleator erlangte seinen Bachelor-Abschluss an der University of Illinois und wurde 1981 bei Robert Tarjan an der Stanford University promoviert (An O(nm log n) algorithm for maximum network flow). 1981 bis 1985 war er an den Bell Laboratories, bevor er Professor an der Carnegie-Mellon wurde.
Er führte Link-Grammatiken (Link Grammar) in die Syntax-Theorie ein. Er entwickelte die Amortisierte Laufzeitanalyse von Algorithmen (Amortized Analysis) und die kompetitive Analyse von Online-Algorithmen.
1999 erhielt er mit Robert Tarjan den Paris-Kanellakis-Preis für Splay-Baum-Datenstrukturen. Mit Tarjan führte er auch weitere Datenstrukturen ein (Link/Cut Trees 1982, Skew Heaps).
Er war einer der Freiwilligen, die den Internet Chess Server (ICS) aufbauten (als Haupt-Programmierer ab 1992) und kommerzialisierte ihn 1995 zum Internet Chess Club (ICC). Einige seiner ICS-Kollegen waren dagegen und gründeten damals den Free Internet Chess Server (FICS).
Er hatte eine Talkshow auf dem freien Radiosender WRCT in Pittsburgh und ist der Bruder des Science-Fiction-Autors William Sleator.